# Sächsische Tierschutz-Medaille

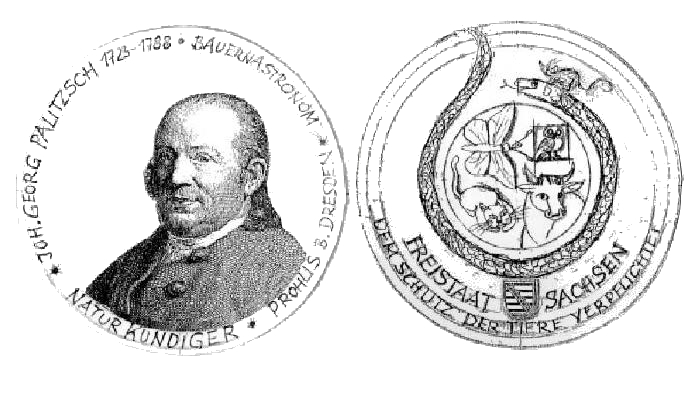
Amtliche Darstellung der Medaille

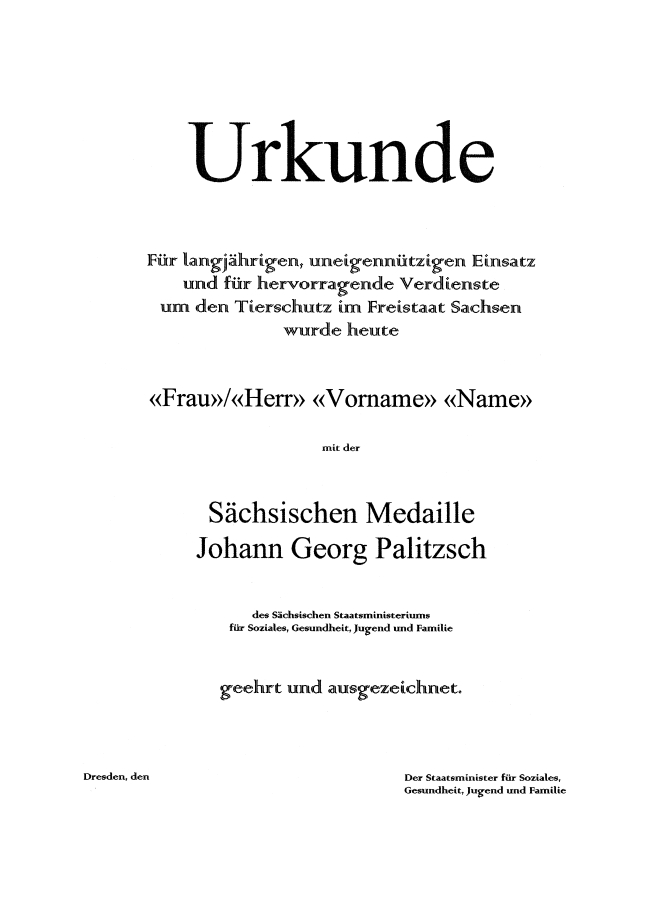
Amtliche Darstellung der Verleihungsurkunde

Mit der Sächsischen Tierschutz-Medaille, auch Johann-Georg-Palitzsch-Medaille genannt, ehrt das Sächsische Staatsministerium für Soziales und Verbraucherschutz Persönlichkeiten im Freistaat Sachsen, die besondere Verdienste auf dem Gebiet des Tierschutzes erworben haben. Sie wird durch den für Tierschutz zuständigen Sächsischen Staatsminister verliehen. Über die Verleihung wird eine Urkunde ausgestellt. Die Medaille wurde am 6. September 2000 durch den damaligen Ressortsminister Hans Geisler gestiftet.
Die Medaille trägt den Namen des bekannten Dresdner Bauern, anerkannten Laienastronomen und Universalgelehrten Johann Georg Palitzsch (1723–1788).

## Verleihungsbestimmungen und Aussehen
Die Verleihung der Sächsischen Tierschutz-Medaille erfolgt in gemeinsamer Initiative mit der Sächsischen Landestierärztekammer sowie dem Sächsischen Landestierschutzverband für besondere Verdienste auf dem Gebiet des Tierschutzes.
Die aus patinierten Weißmetall gefertigte Medaille, welche jährlich anlässlich des Welttierschutztages (4. Oktober) durch den zuständigen Sächsischen Staatsminister nebst Verleihungsurkunde verliehen wird, hat einen Durchmesser von 100 mm und ist nicht tragbar. Sie zeigt auf ihrem Avers das Bildnis des Namensgebers der Medaille sowie die Umschrift JOH. GEORG PALITZSCH 1723–1788.BAUERNASTRONOM.NATURKUNDIGER.PROHLIS B. DRESDEN. Das Revers der Medaille zeigt mittig ein kreisrundes Ornament mit einem Schmetterling, einer Eule, einer Katze sowie einen Rinderkopf. Umschlossen wird dieser Vierersymbolik von einer Schlange, deren Körper sich aus dem oberen Medaillenrand schlängelt. Auf dem Kopf der Schlange ist eine Maus abgebildet. Mit den gewählten Tiermotiven wird die breite Palette der Tiervertreter, Insekt-Reptil-Vogel-Säugetier sowie deren Nutzung Haustier-Nutztier-Heimtier-Wildtier-Versuchstier, abgedeckt. Unter diesen Tiermotiven ist die Umschrift FREISTAAT SACHSEN, deren Worte durch das Wappen des Freistaates unterbrochen sind, zu lesen. Den Abschluss des Revers der Medaille bildet die fast halbkreisförmig angelegte Umschrift DEM SCHUTZ DER TIERE VERPFLICHTET. Die Anzahl der jährlichen Verleihungen ist auf maximal drei Medaillen begrenzt, um den hohen Stellenwert der Auszeichnung Rechnung zu tragen.
Die Medaille ist seit 2018 mit einem Preisgeld von 4000 Euro dotiert.

## Vorschlageberechtigung und Würdigkeit
Vorschlagsberechtigt sind alle im Freistaat Sachsen auf dem Gebiet des Tierschutzes ehrenamtlichen Personen und Personengruppen, Organisationen und Stellen, die kommunalen Gebietskörperschaften sowie die sonstigen Tierschutzeinrichtungen des Freistaates Sachsen. Es können sowohl Einzelpersonen, wie auch ganze Personengruppen vorgeschlagen werden. Die Vorschläge selbst, sind bis zum 30. Juni des Jahres beim Sächsischen Staatsministerium für Soziales, Gesundheit, Jugend und Familie einzureichen. Die Auszeichnungswürdigkeit obliegt der Einzelprüfung durch den Sächsischen Landesbeirat für Tierschutz, die den Vorschlag sodann dem zuständigen Staatsminister zuleitet.

## Preisträger
- 2001 – Liselotte Baudis (Tierschutzverein Freital), Dr. Peter Bresan (Tierarzt aus Sollschwitz/Wittichenau), Gabriele und Torsten Lehmann (Hundepfleger aus Hänichen)[3]
- 2002 – Annelies Krauß, Vorsitzende des Sächsischen Tierschutzvereins, Prof. Dr. Klaus Eulenberger (Tierarzt im Leipziger Zoo)[4]
- 2003 – „… gab es keinen Vorschlag.“[4]
- 2004 – Ingeborg Will (Tierschutzverein Dresden), Team des Tierheimes Wiesengrund Ostrau im Kreis Döbeln
- 2005 – Elisabeth Adam (Tierschutzverein Dresden)
- 2006 – „… wurde die  Tierschutz-Medaille nicht vergeben.“[5]
- 2007 – ?
- 2008 – Ingeburg Neumann (Tierschutzverein Dresden)[6]
- 2009 – Team des Tierschutzvereins Chemnitz/Pfarrhübel, Annemarie Prokert (frühere Tierschutzreferentin des Freistaates)[7]
- 2010 – Petra Backoff (Landestierschutzverband), Steffen Keller (Wildvogelauffangstation Dresden-Kaditz)[8]
- 2011 – Karin Oettmeier (Tierschutzverein Plauen), Dr. Wolfgang Paul (Amtstierarzt Leipzig)[9]
- 2012 – Georg Hans Ohler (vorbildlicher Schweinehalter in Großdubrau)[10]
- 2013 – Eberhard Kneschke (Lauta, Tierschutzverein Hoyerswerda), Kerstin Vollrath (Oßling, private Tierauffangstation), Waltraute und Gerhard Wolf (Tierschutzverein Eilenburg)[11]
- 2014 – Thomas Bolbrock (Katzenschutzhäuser um Zittau), Rosemarie Lange und Inge Bär (Tierschutzverein Franz von Assisi Sebnitz)[12]
- 2015 – Matthias Stark (Ellefeld/Vogtlandkreis) für den privaten Aufbau des Gnadenhofs für Tiere e. V.[13]
- 2016 – Prof. Dr. Jörg Junhold (Direktor der Zoo Leipzig GmbH)[14]
- 2017 – Bernhard Steinert (vorbildlicher Rinderhalter in Cunnersdorf bei Hohnstein)[15]
- 2018 – Katrin Schumann (Vorsitzende des Vereins zum Wohl der Tiere e. V. in Thallwitz)[16]
- 2020 – Tierheim Vielauer Wald (Tierschutzverein Zwickau und Umgebung e.V.)[17]
- 2022 – Jens von Lienen (Sachsens dienstältester Tierheimleiter – Tierheim Chemnitz Pfarrhübel in Trägerschaft des Tierschutzvereins Chemnitz und Umgebung e.V.)[18]
- 2024 – Regina Barthel-Marr (Vorsitzende des Tierschutzvereins Freital und Umgebung e.V.)[19]